# Індустріальний (місцевість)
Індустріа́льний — житловий масив у Кривому Розі, розташований у південно-східній частині Покровського району міста.

## Загальні відомості
Закладений у кінці 70-х рр. ХХ ст., розвитку набув у 80-90-х рр. Забудова триває. Довжина 2,3 тис. м. Має 20 багатоповерхових будинків, мешкає 2,2 тис. осіб. Вкритий асфальтом. Розташовані дитячі заклади, 2 магазини. Обслуговує 78 відділення зв'язку.